# Grotte verdi di Pradis
Le grotte verdi di Pradis si trovano in provincia di Pordenone, nelle Prealpi carniche, a poca distanza dall'abitato della frazione di Pradis di sotto – Gerchia.
Le grotte verdi di Pradis sono formate dall'insieme di una profonda forra scavata nel calcare dal torrente Cosa e da tre caverne ad essa collegate, l’Andris di Gercie, l’Andri scur e l’Andri blanc. Non si tratta perciò di una vera e propria grotta, ma di un complesso di più parti congiunte.
La grotta è stata resa accessibile al pubblico mediante lavori eseguiti negli anni 1964-1968. Per mezzo di sentieri in discesa e di numerosi gradini si riesce a scendere sino a livello del torrente, in uno scenario di grande spettacolarità dovuto alla particolare conformazione del luogo.